# Cerkiew Opieki Matki Bożej w Słubicach
Cerkiew pod wezwaniem Opieki Matki Bożej – budowana prawosławna cerkiew parafialna w Słubicach. Należy do dekanatu Zielona Góra diecezji wrocławsko-szczecińskiej Polskiego Autokefalicznego Kościoła Prawosławnego.
Do 2006 (przed erygowaniem samodzielnej parafii) nabożeństwa odbywały się raz w miesiącu, w budynku dzisiejszego katolickiego centrum studenckiego. W późniejszym okresie (do 2015) miejscem nabożeństw była cerkiew domowa, mieszcząca się przy ulicy Henryka Sienkiewicza 24C.
Obecna cerkiew parafialna znajduje się na Osiedlu Królów Polskich, przy ulicy Bolesława Krzywoustego. Budowa obiektu (wzorowanego architektonicznie na cerkwi Opieki Matki Bożej na Nerli) rozpoczęła się w maju 2011. Do jesieni 2014 wzniesiono mury świątyni, wykonano żelbetowe sklepienia oraz konstrukcję dachu, zamontowano kopułę. W dniach 13–14 października 2014 (w święto parafialne) w budowanej cerkwi były odprawiane nabożeństwa. W marcu 2015 rozpoczęto tam służenie niedzielnych Liturgii. Do jesieni 2015 pokryto dach blachą, wykonano zewnętrzne tynki i wstawiono drzwi. Jeszcze w tym samym roku w budowanym obiekcie zaczęto odprawiać wszystkie nabożeństwa parafialne.